# Sprit+
Sprit+ (bis 2015 tankstellen markt) ist eine Tankstellen-Fachzeitschrift.
Die Fachzeitschrift tankstellen markt wurde im Februar 1991 von Manfred und Elfriede Dehn gegründet und im März 2007 vom Verlag Springer Fachmedien München GmbH, heute TECVIA GmbH,  übernommen. Zum 25-jährigen Jubiläum erhielt die Fachzeitschrift neben einem optischen Relaunch einen neuen Namen: Sprit+ Sprit steht als Synonym für das Geschäft mit Kraftstoffen, das Pluszeichen stellvertretend für die anderen Bereiche wie Shop und Waschen. Die Farbe des neuen Logos ist Petrol.
Sprit+ richtet sich an Tankstellenbetreiber, Stationäre, Waschbetriebe, Mineralölgesellschaften und Verbände und hat eine Auflage von 15.000 Exemplaren. Die Fachzeitschrift ist Organ der Interessengemeinschaft der ESSO Tankstellenpächter und -händler (IG ESSO) und des EPSI-Office. Die Mitglieder beziehen die Zeitschrift im Rahmen ihrer Verbandszugehörigkeit.
Neben den neun regulären Ausgaben erscheinen jährlich die monothematischen Sonderhefte Tankstellennetze, Innovation Tankstelle, sowie Bezahlsysteme und Automationsprozesse.